# Episodi de Le sorelle McLeod (ottava stagione)
L'ottava e ultima stagione della serie televisiva Le sorelle McLeod è stata trasmessa in prima visione in Australia da Nine Network nel 2008. 
In Italia è stata trasmessa in prima visione da Hallmark Channel dal 3 novembre 2008.
| nº | Titolo originale                  | Titolo italiano               | Prima TV Australia | Prima TV Italia  |
| -- | --------------------------------- | ----------------------------- | ------------------ | ---------------- |
| 1  | Aftermath                         | Postumi                       | 23 luglio 2008     | 3 novembre 2008  |
| 2  | The Pitfalls of Love              | Le insidie dell'amore         | 30 luglio 2008     | 3 novembre 2008  |
| 3  | Wild Ride                         | Corsa selvaggia               | 6 agosto 2008      | 10 novembre 2008 |
| 4  | Nowhere to Hide                   | Una nuova vita                | 6 dicembre 2008    | 10 novembre 2008 |
| 5  | Stand By Me                       | Insieme                       | 13 dicembre 2008   | 17 novembre 2008 |
| 6  | Close Enough to Touch             | Una dolce carezza             | 13 dicembre 2008   | 17 novembre 2008 |
| 7  | Bringing Up Wombat                | Il toto-nomi                  | 20 dicembre 2008   | 24 novembre 2008 |
| 8  | Three Sisters                     | Tre sorelle                   | 20 dicembre 2008   | 24 novembre 2008 |
| 9  | Dammed                            | Lo sbarramento                | 27 dicembre 2008   | 1º dicembre 2008 |
| 10 | Mother Love                       | Amore paterno                 | 27 dicembre 2008   | 1º dicembre 2008 |
| 11 | Bright Lights, Big Trouble        | Visita in città               | 3 gennaio 2009     | 8 dicembre 2008  |
| 12 | Love and Let Die                  | Ama e lascia morire           | 3 gennaio 2009     | 8 dicembre 2008  |
| 13 | A Dog's Life                      | Vita da cani                  | 10 gennaio 2009    | 15 dicembre 2008 |
| 14 | My Prince Will Come               | Il mio principe arriverà      | 10 gennaio 2009    | 15 dicembre 2008 |
| 15 | Snogging Frogs                    | Il principe ranocchio         | 17 gennaio 2009    | 22 dicembre 2008 |
| 16 | The Merry Widow                   | La vedova allegra             | 17 gennaio 2009    | 22 dicembre 2008 |
| 17 | Show Pony                         | Addio Annie                   | 17 gennaio 2009    | 29 dicembre 2008 |
| 18 | Every Move You Make               | Braccata                      | 17 gennaio 2009    | 29 dicembre 2008 |
| 19 | Into Thin Air                     | Scomparsa nel nulla           | 24 gennaio 2009    | 5 gennaio 2009   |
| 20 | The Show Must Go On               | Lo spettacolo deve continuare | 24 gennaio 2009    | 5 gennaio 2009   |
| 21 | Into the Valley of the Shadow (1) | Nella valle dell'ombra        | 31 gennaio 2009    | 12 gennaio 2009  |
| 22 | The Long Paddock (2)              | Una lunga strada              | 31 gennaio 2009    | 12 gennaio 2009  |